# Massing

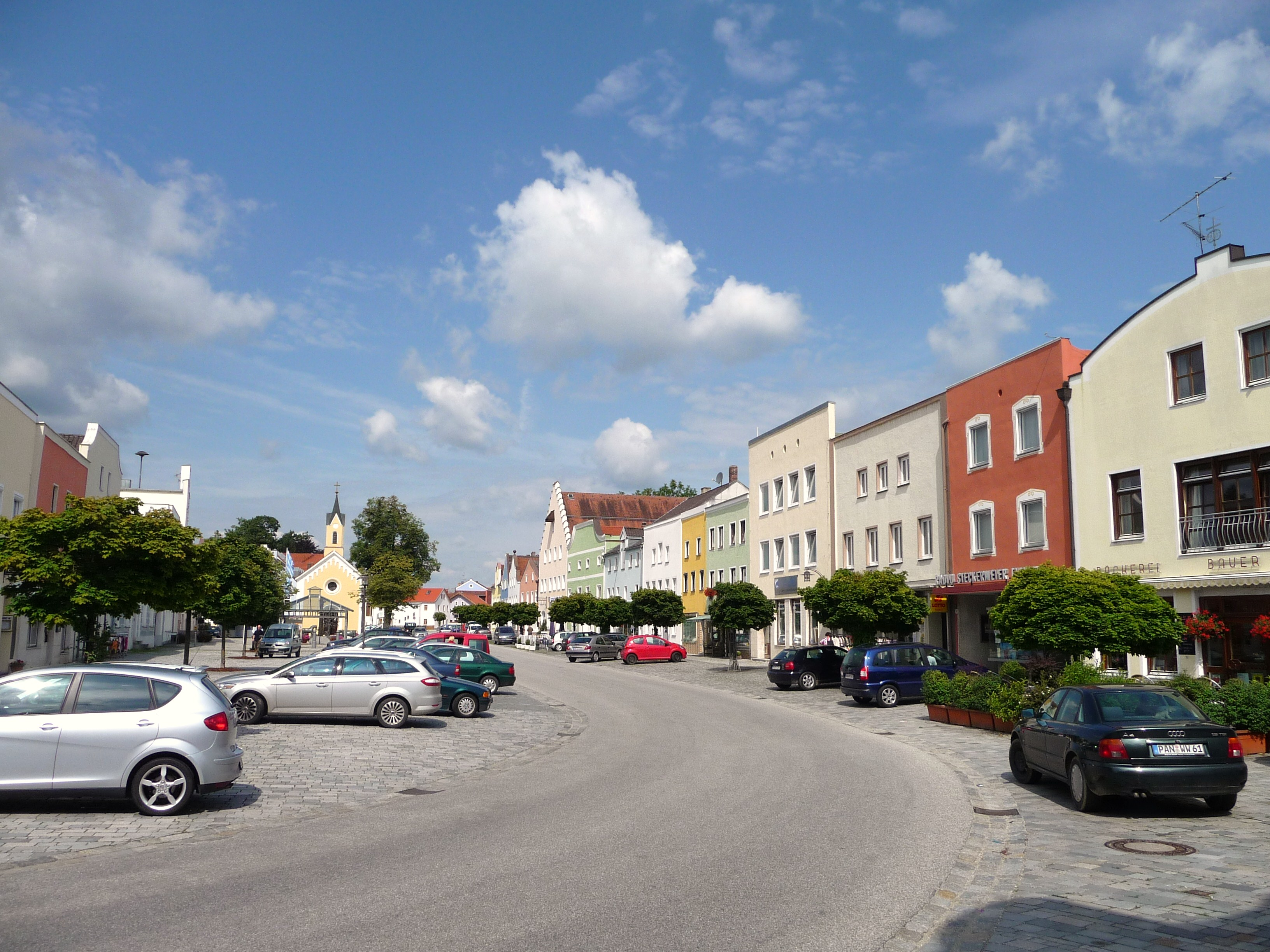
Der Marktplatz von Massing

Massing ist ein Markt im niederbayerischen Landkreis Rottal-Inn und der Sitz der Verwaltungsgemeinschaft Massing.

## Geografie

### Geografische Lage
Massing liegt in der Region Landshut im Tal der Rott unweit der B 388 sowie direkt an der Bahnstrecke Passau–Neumarkt-Sankt Veit. Massing befindet sich etwa 13 km westlich von Eggenfelden, 34 km südlich von Dingolfing, 26 km südöstlich von Vilsbiburg, 24 km nordöstlich von Mühldorf sowie 26 km nördlich von Altötting.

### Gemeindegliederung
Es gibt 75 Gemeindeteile:
- Anzenberg
- Brumm
- Ecklöd
- Elling
- Femberg
- Geratsdorf
- Gigglberg
- Gottholbing
- Grünhag
- Gunzen
- Haag
- Hanneck
- Harbach
- Haslach
- Heberting
- Heckenwimm
- Heinrichsberg
- Herrnthann
- Hiendlöd
- Hierzing
- Hintergausberg
- Hinterwimm
- Hochholding
- Holzlehen
- Holzlucken
- Keilroßbach
- Kieswimm
- Kollersaich
- Kreuzöd
- Liegöd
- Linn
- Maisperg
- Massing
- Mehlhäusl
- Mietzöd
- Moosvogl
- Morolding
- Neumühl
- Nußbaum
- Oberdietfurt
- Oberroßbach
- Oberzaun
- Ofen
- Orthub
- Passelsberg
- Pirach
- Plenkl
- Ramprecht
- Reisach
- Rohreck
- Rottenwöhr
- Sauersberg
- Saulorn
- Schernegg
- Scheuern
- Schusteröd
- Seonbuch
- Siedöd
- Stadl
- Standling
- Starzen
- Stattenberg
- Staudach
- Steig
- Steinbüchl
- Thann
- Thannet
- Trauperting
- Unterried
- Unterzaun
- Viehholzen
- Vordergausberg
- Wolf
- Wolfsegg
- Zaillach

Es gibt die Gemarkungen Massing, Staudach, Wolfsegg und Malling.

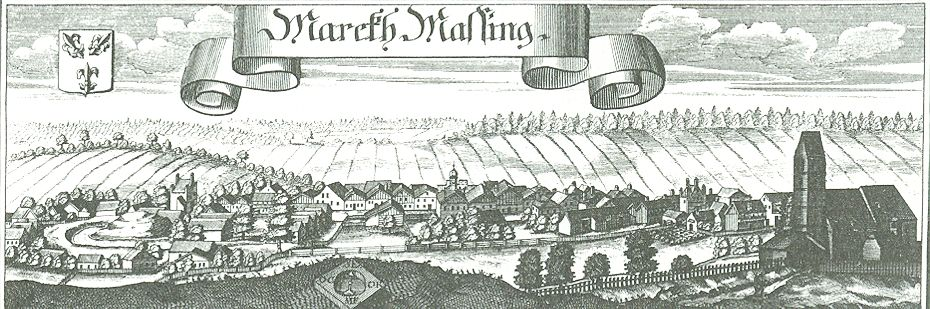
Markt Massing nach einem Stich von Michael Wening von 1721

## Geschichte

### Bis zum 19. Jahrhundert
Im Salzburger Urkundenbuch von 910 wird in Massing eine Kirche genannt. 1307 ging der Edelsitz Massing von der Familie derer zu Baumgarten an das Kloster Aldersbach über. Vor 1350 erhielt Massing Marktrechte, die nach einem Brand 1381 erweitert wurden. Die herzogliche Pflege Massing wurde im 15. Jahrhundert dem Gericht Gangkofen einverleibt. Massing besaß ein Marktgericht mit magistratischen Eigenrechten. Der Ort gehörte seit 1590 zum Rentamt Landshut und zum Landgericht Vilsbiburg des späteren Kurfürstentums Bayern. Im Zuge der Verwaltungsreformen in Bayern entstand mit dem Gemeindeedikt von 1818 die heutige Gemeinde. 1855 wurde Massing, vorher eine Expositur von Oberdietfurt, zur selbstständigen Pfarrei erhoben.
Im heutigen Ortsgebiet von Massing befanden sich die Niederungsburgen Schloss Massing, Schloss Wolfsegg und Schloss Schernegg.

### Eingemeindungen
Im Zuge der Gebietsreform in Bayern erfolgte am 1. April 1971 die Gemeindezusammenlegung von Massing und Wolfsegg, am 1. Januar 1972 die Eingliederung der südlichen Teile der Gemeinde Malling. Am 1. Mai 1978 kam noch die Gemeinde Staudach zur Gemeinde Massing.

### Einwohnerentwicklung
Zwischen 1988 und 2018 wuchs der Markt von 2957 auf 4047 um 1090 Einwohner bzw. um 36,9 %.

## Politik

### Gemeinderat und Bürgermeister
Der Marktgemeinderat besteht aus 16 Gemeinderäten und dem Ersten Bürgermeister. Die Kommunalwahlen in Bayern 2020 brachten folgendes Ergebnis:
| Partei/Liste                         | Stimmenanteil | Unterschied zu 2014 (Stimmen) | Sitze | Unterschied zu 2014 (Sitze) |
| CSU                                  | 27,0 %        | - 0,1 %                       | 4     | 0                           |
| SPD                                  | 27,0 %        | + 12,5 %                      | 4     | + 2                         |
| Freie Wählergemeinschaft (FWG)       | 18,1 %        | - 13,5 %                      | 3     | - 2                         |
| Bürgerliste Gemeindewohl (BGW)       | 17,6 %        | + 0,2 %                       | 3     | 0                           |
| Unabhängige Wählergemeinschaft (UWG) | 010,3 %       | + 0,9 %                       | 2     | 0                           |
| Wahlbeteiligung: 62,5 %              |               |                               |       |                             |

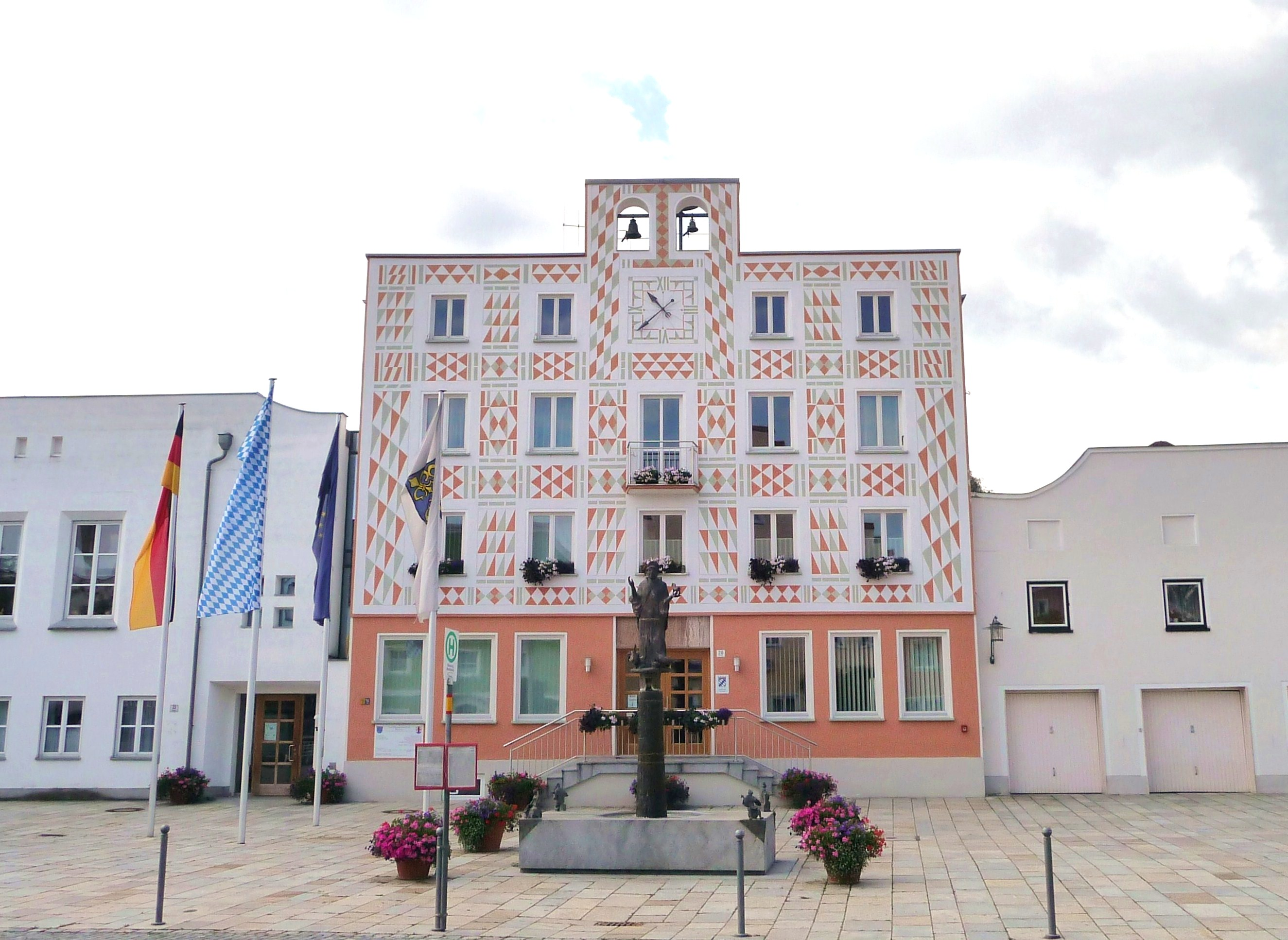
Das Rathaus von Massing

Bei der Kommunalwahl am 15. März 2020 wurde Christian Thiel (SPD) mit 51,6 % zum Nachfolger von Josef Auer (FWG), der 18 Jahre lang im Amt war, gewählt. Gegenkandidat Georg Obermaier (CSU/BGW/UWG) unterlag seinem Kontrahenten mit nur 65 Stimmen.

### Wappen

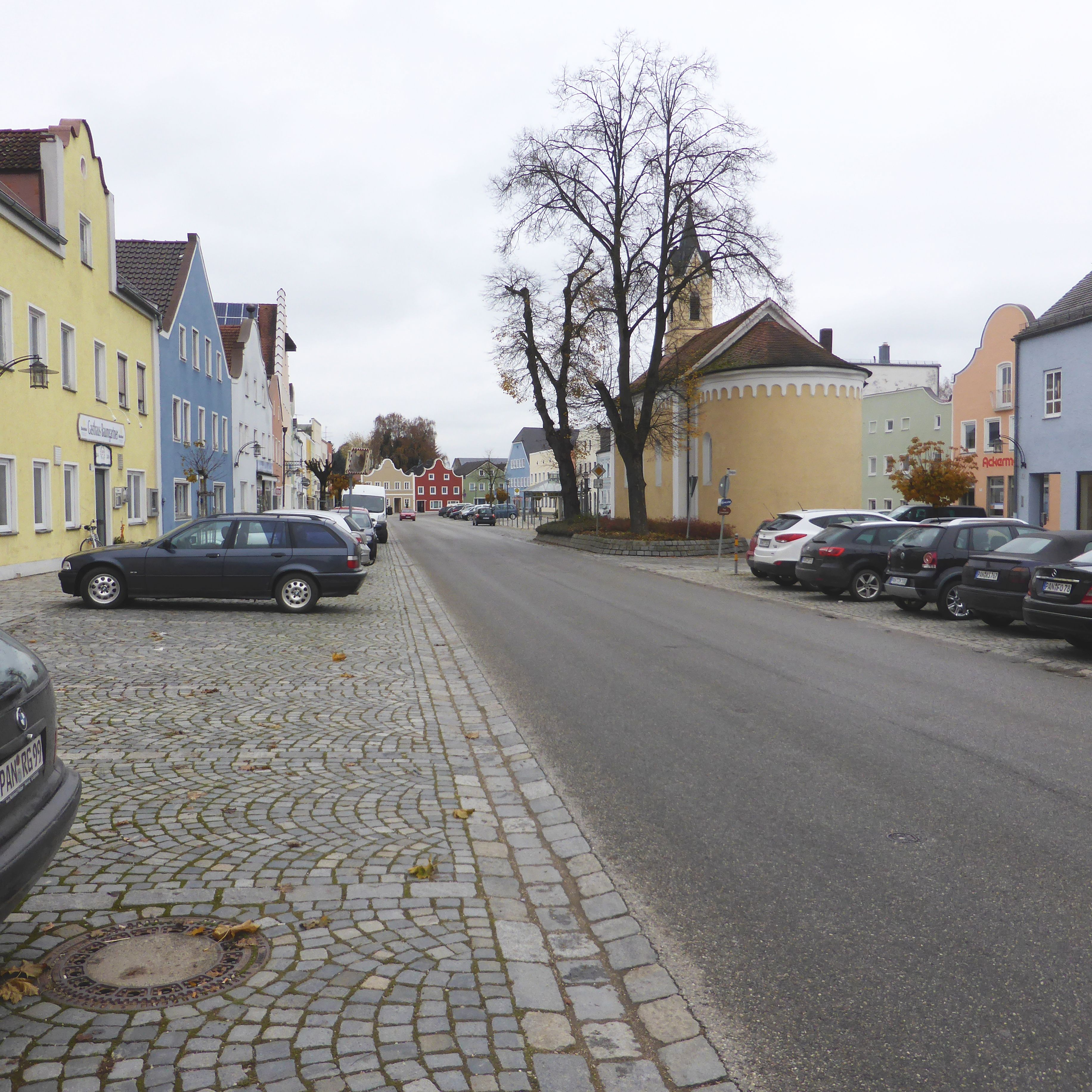
Marktplatz Massing (2014)

| Wappen von Massing | Blasonierung: „In Blau drei deichselförmig gestellte, zusammenhängende goldene heraldische Lilien.“ |
| Wappen von Massing | |

## Größere ansässige Unternehmen
- STELA Laxhuber GmbH (Agrartrockner)
- Haas Fertigbau GmbH
- Haberl Bauunternehmen GmbH
- Laumer Bautechnik GmbH
- Rembeck KG (Betonwerk und Bauunternehmen)
- AutomationsRobotic GmbH (Anlagenbau)
- Geflügelschlachterei Gross GmbH
- HDG Bavaria GmbH (Stückgut-, Hackgut- und Pelletheizungen mit Zubehör)

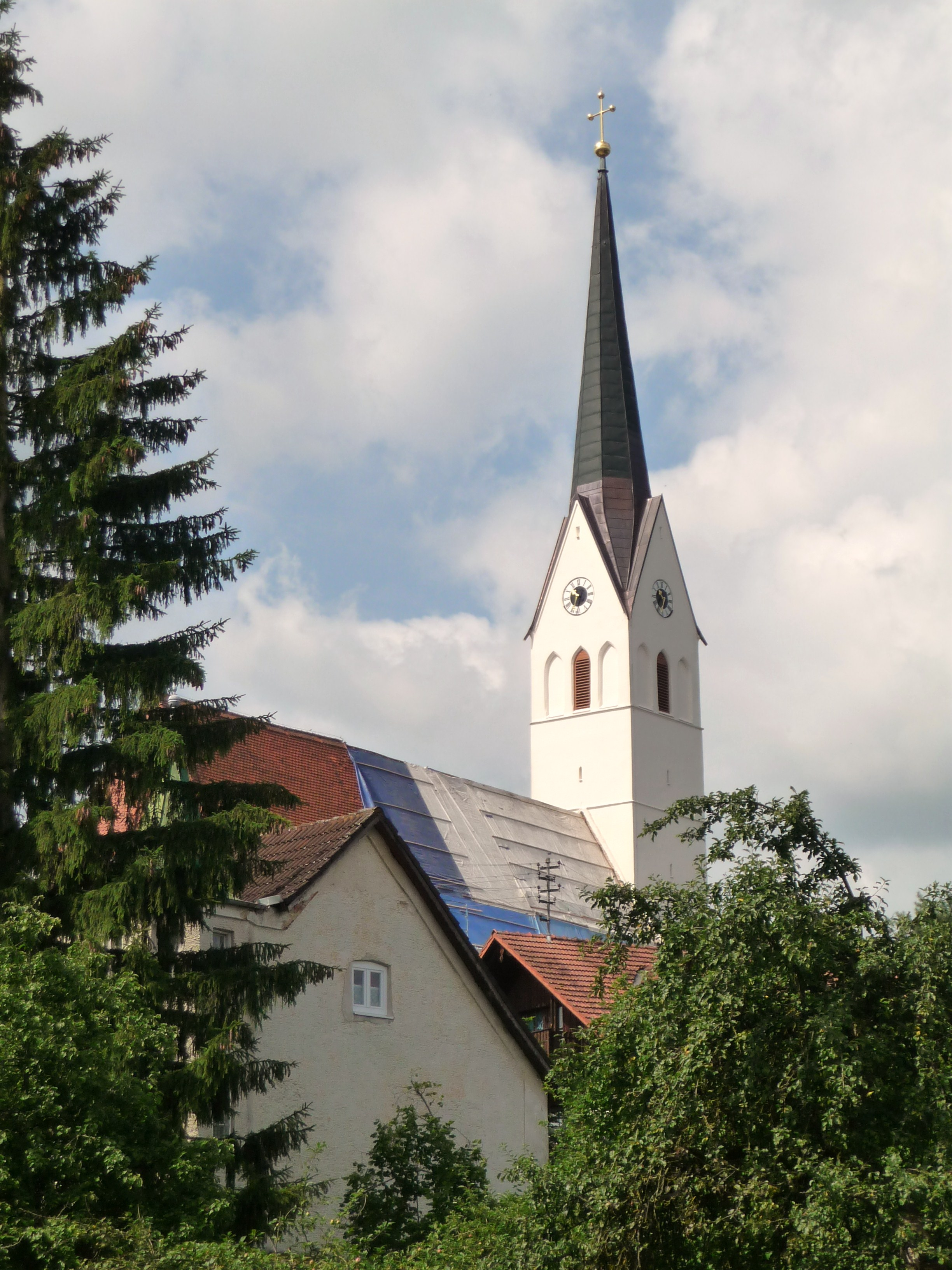
Pfarrkirche St. Stephan

## Sehenswürdigkeiten
- Freilichtmuseum Massing: Anlass für die Museumsgründung war der drohende Verfall eines Wohnstallhauses in Schusteröd. Der Markt kaufte 1965 das Baudenkmal und ein Grundstück als Museumsgelände. 1965/1966 erfolgte der Abbau. In der Wiederaufbauphase wurden ein Stadel und ein Getreidekasten hinzugekauft. Die feierliche Einweihung erfolgte im Juni 1969. Heilmeierhof, Kochhof und Marxensölde folgten.
- Pfarrkirche St. Stephanus, Backsteinbau des 15. Jahrhunderts, 1869 bis 1877 neugotisch umgestaltet, mit neugotischer Ausstattung
- Marktplatz, im 13. Jahrhundert in typisch wittelsbachischer Rechteckform angelegt, mit neuromanischer Marktkapelle von 1839
- Nebenkirche Mariä Heimsuchung im Gemeindeteil Anzenberg, ursprünglich gotisch, barockisiert und mit einem Altar von Wenzeslaus Jorhan ausgestattet

Ehemalige Sehenswürdigkeiten
- Berta-Hummel-Museum: Ausstellung zu Leben und Werk der Ordensschwester Maria Innocentia Hummel, nach deren Entwürfen die Hummel-Figuren geschaffen wurden. Regelmäßig wurden auch  Werke anderer Künstler gezeigt. Das Museum wurde zum 22. Juli 2019 geschlossen, eine Wiedereröffnung in einem Neubau im Freilichtmuseum Massing ist in Planung.[7]

## Meteorit
Am 13. Dezember 1803 fiel in Massing ein 1600 Gramm schwerer Meteorit. Er wurde als Howardit klassifiziert und unter dem offiziellen Namen Mässing registriert.

## Persönlichkeiten
- Alois Ehrlich (1868–1945), Kunstschreiner, Karmelitenangehöriger
- Ambros Reger (* 1. Juli 1872 Saulorn; † 26. November 1938 Birmingham, Alabama, USA), Benediktiner und Abt der Abtei St. Bernard in Cullman, Alabama, USA
- Ludwig Wittmann (1898–1972), Politiker, Abgeordneter des Hessischen Landtags
- Schwester Maria Innocentia Hummel (1909–1946), Ordensschwester, Zeichnerin und Malerin